# Вікі Леандрос
Вассілікі Папатанассіу (грец. Βασιλική Παπαθανασίου), в другому шлюбі фон Руффін (нім. Vassiliki von Ruffin, 23 серпня 1949, Палеокастриця, Керкіра, Греція), відома як Вікі Леандрос (грец. Βίκυ Λέανδρος) — грецька європейська співачка, переможниця конкурсу Євробачення-1972. Протягом кар'єри Вікі Леандрос записала понад 450 синглів і 460 LP на різних мовах, сумарний тираж яких перевищив 40 мільйонів проданих копій.

## Біографія
Народилася на острові Корфу в родини співака та композитора Леандроса Папатанассіу, відомого під псевдонімом Лео Леандрос. З 1958 разом з батьком жила в ФРН.
У 1965 випустила свій перший сингл «Messer, Gabel, Schere, Licht», що приніс їй популярність. У 1967 отримала пропозицію представляти Люксембург на конкурсі пісні «Євробачення», де посіла 4-е місце з піснею «L'amour est bleu», виступаючи під ім'ям Вікі. При цьому пісня стала міжнародним хітом, що стало відправною точкою її тривалої популярності у багатьох країнах світу.
У 1971 отримала приз «Бронзова троянда Монтре» за своє телевізійне шоу «Ich Bin».
У 1972 знову представляла Люксембург на конкурсі «Євробачення», де завоювала 1-е місце з піснею «Après Toi», продажі якої в світі перевищили 10 млн. примірників. Протягом своєї кар'єри записувала сингли та альбоми на восьми мовах, ставши однією з найпопулярніших співачок 1970-х. Великий успіх мали сингли співачки «Theo, wir fahr'n nach Lodz», «Ich hab' die Liebe geseh'n», «Die Bouzouki klang durch die Sommernacht», «Ich liebe das Leben». У той період її пластинки виходили щорічно, а іноді й двічі на рік.
Співачка отримала величезне число золотих та платинових дисків у багатьох країнах світу, будучи протягом кількох десятиліть однією зі світових лідерів за кількістю проданих записів. Протягом кар'єри Вікі Леандрос записала понад 450 синглів і 460 LP на різних мовах, сумарний тираж яких перевищив 40 мільйонів проданих копій.
У 2006 брала участь в німецькому національному відборі на Євробачення. У тому ж році обрана віцегубернаторкою грецького портового міста Пірей від партії ПАСОК, проте в 2008 залишила свій пост і повернулася до музичної кар'єри.
У 2011 взяла участь у записі треку «C'est Bleu» з альбому The Big Mash Up німецької групи Scooter. Трек зроблений на основі її хіта «L'amour Est Bleu», запозичені два перших куплета в її виконанні.

## Дискографія
- 1966: Songs und Folklore
- 1967: A taste of... Vicky
- 1968: Summertime forever
- 1969: Vicky und ihre Hits
- 1969: Ich glaub' an dich
- 1971: Ich bin
- 1972: Vicky Leandros
- 1973: Meine Freunde sind die Träume
- 1974: Mein Lied für dich
- 1975: Ich liebe das Leben
- 1975: Tango d'amour
- 1975: Across the water
- 1977: Du, du liegst mir im Herzen
- 1977: V.L.
- 1977: Süßer die Glocken nie klingen
- 1978: Ich bin ein Mädchen
- 1978: Vicky Leandros
- 1981: Ich gehe neue Wege
- 1981: Love is alive
- 1982: Verlorenes Paradies
- 1983: Vicky
- 1985: Eine Nacht in Griechenland
- 1988: Ich bin ich
- 1989: Piretos tou Erota
- 1990: Starkes Gefühl
- 1991: Nur einen Augenblick
- 1993: Andres
- 1995: Lieben und Leben
- 1997: Gefühle
- 1998: Weil mein Herz Dich nie mehr vergisst
- 2000: Jetzt
- 2001: Now!
- 2001: Mit offenen Armen
- 2002: Weihnachten mit Vicky Leandros
- 2003: Vicky Leandros singt Mikis Theodorakis
- 2005: Ich bin wie ich bin
- 2006: Ich bin wie ich bin-Special Edition
- 2006: Ich bin wie ich bin-Das Jubiläumskonzert
- 2009: Möge der Himmel
- 2010: Zeitlos